# Овчинникова Олена Валеріївна
Олена Валеріївна Овчинникова  (рос. Елена Валерьевна Овчинникова, 17 червня 1982) — російська спортсменка, спеціалістка з синхронного плавання, олімпійська чемпіонка.

## Виступи на Олімпіадах
| Олімпіада  | Дисципліна | Місце |
| ---------- | ---------- | ----- |
| Пекін 2008 | командні   | 1     |